# Мельничный сельский совет (Крым)
Мельничный сельский совет (укр. Мельнична сільська рада, крымскотат. Мельничное кой шурасы) — административно-территориальная единица в Белогорском районе в составе АР Крым Украины (фактически до 2014 года), ранее до 1991 года — в  составе Крымской области УССР в СССР, до 1954 года — в составе Крымской области РСФСР в СССР.
Население по переписи 2001 года составляло 1282 человека. Территория сельсовета находится в степном Крыму, в нижней части долины Бурульчи.
В состав сельсовета к 2014 году входило 2 села:
- Мельничное
- Ударное

## История
Мельничный сельсовет, судя по доступным историческим документам, был образован в 1950-х годах. На 15 июня 1960 года в составе совета числились населённые пункты:

| - Мельничное - Новый Крым - Первомайское | - Ударное - Умелое |

К 1968 году ликвидирован Новый Крым, а Первомайское более ни в каких справочниках не встречается; к 1977 году было упразднено Умелое и совет обрёл современный состав. С 12 февраля 1991 года сельсовет в восстановленной Крымской АССР, 26 февраля 1992 года переименованной в Автономную Республику Крым.
С 21 марта 2014 года в составе Крыма аннексирован Россией.
С 2014 года на месте сельсовета находится Мельничное сельское поселение Республики Крым..